# Erlotinib
L'erlotinib (nome commerciale: Tarceva), prodotto dalla Genentech e commercilizzato da Roche, è un farmaco utilizzato per gestire e trattare alcuni tipi di cancro polmonare non a piccole cellule e cancro pancreatico avanzato. È una medicazione appartenente alla classe degli inibitori del recettore della tirosin-chinasi.

## Farmacologia

### Indicazioni d'uso

#### Tumore del Polmone Non a Piccole Cellule (NSCLC)
La Food and Drug Administration ha originariamente approvato erlotinib per il trattamento del NSCLC nel novembre 2004. Secondo la American Society of Clinical Oncology, erlotinib è raccomandato come terapia di prima, seconda o terza linea nel NSCLC avanzato, a seconda delle caratteristiche del paziente. Il farmaco è raccomandato come agente di prima linea solo se il paziente ha una mutazione nota dell'EGFR (trattamento di prima linea nel NSCLC). Erlotinib può essere somministrato come terapia di seconda linea se non vi è risposta al trattamento dopo quattro cicli di trattamento o se vi è progressione della malattia durante o dopo la terapia di prima linea a base di cisplatino. Le linee guida indicano che erlotinib può essere somministrato come terapia di terza linea se vi è progressione della malattia e il paziente non ha mai assunto erlotinib o gefitinib in precedenza. L'inibitore di terza generazione della tirosin-chinasi osimertinib ha aumentato la sopravvivenza globale rispetto a erlotinib nei pazienti con NSCLC avanzato con mutazione EGFR.

#### Tumore Pancreatico
La Food and Drug Administration ha approvato l'erlotinib per il trattamento del tumore pancreatico nel 2005. Molte neoplasie pancreatiche nell'uomo presentano la mutazione EGFR; i pazienti con questa mutazione hanno tipicamente una prognosi peggiore. In precedenza, la monoterapia con gemcitabina era considerata il trattamento standard per il tumore pancreatico avanzato. Mentre le combinazioni di gemcitabina con altri agenti anticancro, come la terapia combinata gemcitabina e erlotinib, mostrano i risultati più promettenti. Erlotinib/gemcitabina ha dimostrato di offrire maggiori benefici rispetto alla monoterapia con gemcitabina nel tumore pancreatico localmente avanzato o metastatico. Erlotinib non è stato studiato come monoterapia nel contesto del tumore pancreatico.

#### Off-label
Attualmente non ci sono indicazioni per l'uso off-label di erlotinib.

### Meccanismo d'azione
È un inibitore reversibile di prima generazione della tirosin-chinasi dei recettori (insieme al gefitinib) che agisce principalmente sul recettore del fattore di crescita epidermico (EGFR), un membro della famiglia dei recettori ErbB. Il farmaco interagisce sia con l'EGFR di tipo selvaggio che con le varianti mutate di EGFR. La famiglia di recettori ErbB può formare omodimeri o eterodimeri, che sono spesso implicati negli effetti a valle e nella patogenesi di molti tipi di carcinoma studiati nell'uomo. Gli inibitori della tirosin-chinasi dei recettori (TKI) impediscono la fosforilazione dei loro substrati nel percorso di segnalazione cellulare. L'EGFR svolge normalmente un ruolo in molte funzioni cellulari, tra cui differenziazione, proliferazione e angiogenesi, tutte caratteristiche del cancro.
La mutazione EGFR nel NSCLC è tipicamente una mutazione attivante. Alcune caratteristiche del paziente che rendono più probabile la presenza della mutazione EGFR includono l'assenza di storia di fumo, adenocarcinoma confermato da analisi istologica, origine etnica asiatica e sesso femminile.

### Effetti avversi
Secondo le indicazioni rilasciate dal produttore, i seguenti sono gli effetti avversi segnalati che si verificano più frequentemente in pazienti trattati con erlotinib rispetto al placebo. Gli effetti avversi che si sono verificati in meno del 3% dei pazienti non sono di rilevanza clinica, mentre i più frequenti sono stati: affaticamento (9,0%), diarrea (20,3%), anoressia (9,2%), calo ponderale (3,9%), rash cutaneo (49%), prurito (7,4%), acne (6,2%), dermatite acneiforme (4,6%), xerosi (4,4%) e paronichia (3,9%). Sono inoltre stati segnalati alcuni casi di sindrome mano-piede.
Gli effetti avversi di erlotinib sono simili al resto della famiglia degli inibitori della tirosin-chinasi dell'EGFR, con i più notevoli essere diarrea e rash e dolore toracico. Uno studio clinico multicentrico, in aperto, di fase 3 ha dimostrato che il 13% dei pazienti trattati con erlotinib rispetto al 0% trattato con chemioterapia standard ha sviluppato un rash durante il trattamento. Un altro studio di fase 3 in aperto ha riscontrato che il 50% del gruppo di trattamento con erlotinib ha segnalato un rash rispetto al 5% nel gruppo di chemioterapia. Questo studio ha anche osservato che l'18% dei pazienti nel gruppo di trattamento con erlotinib ha riportato diarrea rispetto al 2% nel gruppo di chemioterapia. Si deve notare che gli eventi avversi gravi sono meno comuni nei gruppi di trattamento con erlotinib rispetto ai gruppi di trattamento con chemioterapia standard.

#### Effetti Avversi Gravi
Secondo il foglio illustrativo del produttore, i seguenti sono gli eventi avversi gravi segnalati nei pazienti che assumono erlotinib consistono in insufficienza renale acuta, aritmie cardiache nei pazienti che assumono erlotinib con gemcitabina, epatotossicità e sindrome epatorenale, elevazioni del tempo di protrombina nei pazienti che assumono erlotinib e warfarin, disturbi cutanei esfoliativi, perforazioni gastrointestinali, perforazione corneale, infarto miocardico, ischemia miocardica, ictus e anemia emolitica microangiopatica con trombocitopenia.

### Tossicità
Secondo il produttore, i pazienti affetti da cancro tollerano una dose settimanale totale di 1600 mg di erlotinib senza tossicità. Nel caso di sovradosaggio di erlotinib, la raccomandazione è per il trattamento sintomatico, nonché per la sospensione della terapia.